# Karl Albiker
Karl Albiker (Ühlingen, 16 september 1878 – Ettlingen, 26 februari 1961) was een Duitse beeldhouwer en lithograaf.

## Leven en werk
Albiker werd geboren in Ühlingen in Baden en studeerde onder anderen bij Hermann Volz aan de Akademie der Bildenden Künste in Karlsruhe. Aansluitend bezocht hij van 1899 tot 1900 de gerenommeerde Parijse Académie Julian en het atelier van de Franse beeldhouwer Émile-Antoine Bourdelle. Hier leerde hij het werk van Auguste Rodin kennen, in wiens atelier hij zijn vorming afsloot. Van 1900 tot 1903 verbleef hij in München, waar hij nog de Akademie der Bildenden Künste bezocht. Ten slotte verbleef hij van 1903 tot 1905 in Rome, waar hij in diverse ateliers werkzaam was. In 1905 vestigde hij zijn eigen atelier in Ettlingen in het district Karlsruhe.
De kunstenaar, die met de materialen brons, hout, gips, steen en beton werkte, is vooral bekend geworden door zijn reliëfs en sculpturen/sculptuurgroepen van mythologische figuren. Hij kreeg in 1910 de Villa-Romana-Preis voor een verblijf in Florence en werd in 1919 hoogleraar beeldhouwkunst aan de Akademie der Bildenden Künste en de Akademie für Kunstgewerbe in Dresden, waar hij van 1920 tot 1947 woonde.
Vanaf 1934 werd Albiker door het nationaalsocialistische regime als beeldhouwer ingeschakeld voor grootschalige projecten in de openbare ruimte, onder andere voor het Reichssportfeld (thans het Olympiapark) in Berlijn. Ook werd hij lid van de jury van Deutsche Kunst.
Albiker werd in 1925 erdoctor aan de Technische Hochschule Karlsruhe, kreeg in 1953 de Hans-Thoma-Preis en in 1957 het Großes Bundesverdienstkreuz. In 1947 keerde hij terug naar zijn geboortestreek en stichtte de Karl-Albiker-Stiftung, die eigen werk van Albiker, alsmede 80 werken van Karl Hofer schonk aan het Museum der Stadt Ettlingen.

## Werken (selectie)
- Christus (1911) - reliëf, Christuskirche in Mannheim
- Die Klage of Die Trauernde (1912), Karl-Ernst-Osthaus-Museum in Hagen
- Die Fridericiana (1925) - oorlogsmonument, Technische Universität in Karlsruhe
- Christusfigur (1926), Heilandskirche in Dresden
- Gefallener Soldat (1926), Rotunde im Greizer Park in Greiz
- Hygieia[1] (1929/31), Deutsche Hygiene-Museum in Dresden
- Dem lebendigen Geist - zittende Minerva (1931), Ruprecht-Karls-Universität Heidelberg in Heidelberg
- Diskuswerfer en Staffettenläufer (1935/37), Olympiapark in Berlin-Charlottenburg
- Fliegender Genius (1938) - fries, voormalig Luftgaukommando IV in Dresden

## Fotogalerij

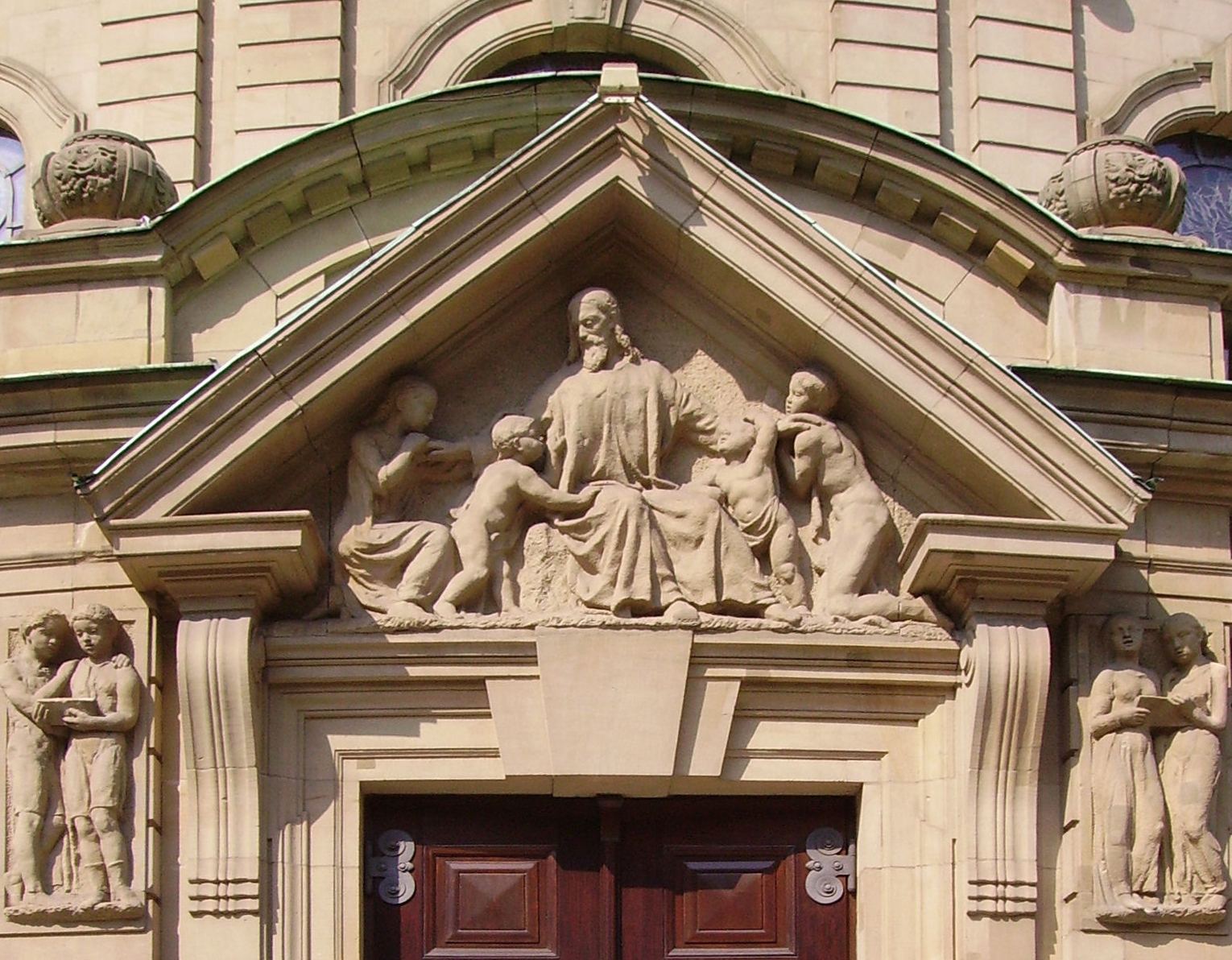
Christus, Mannheim
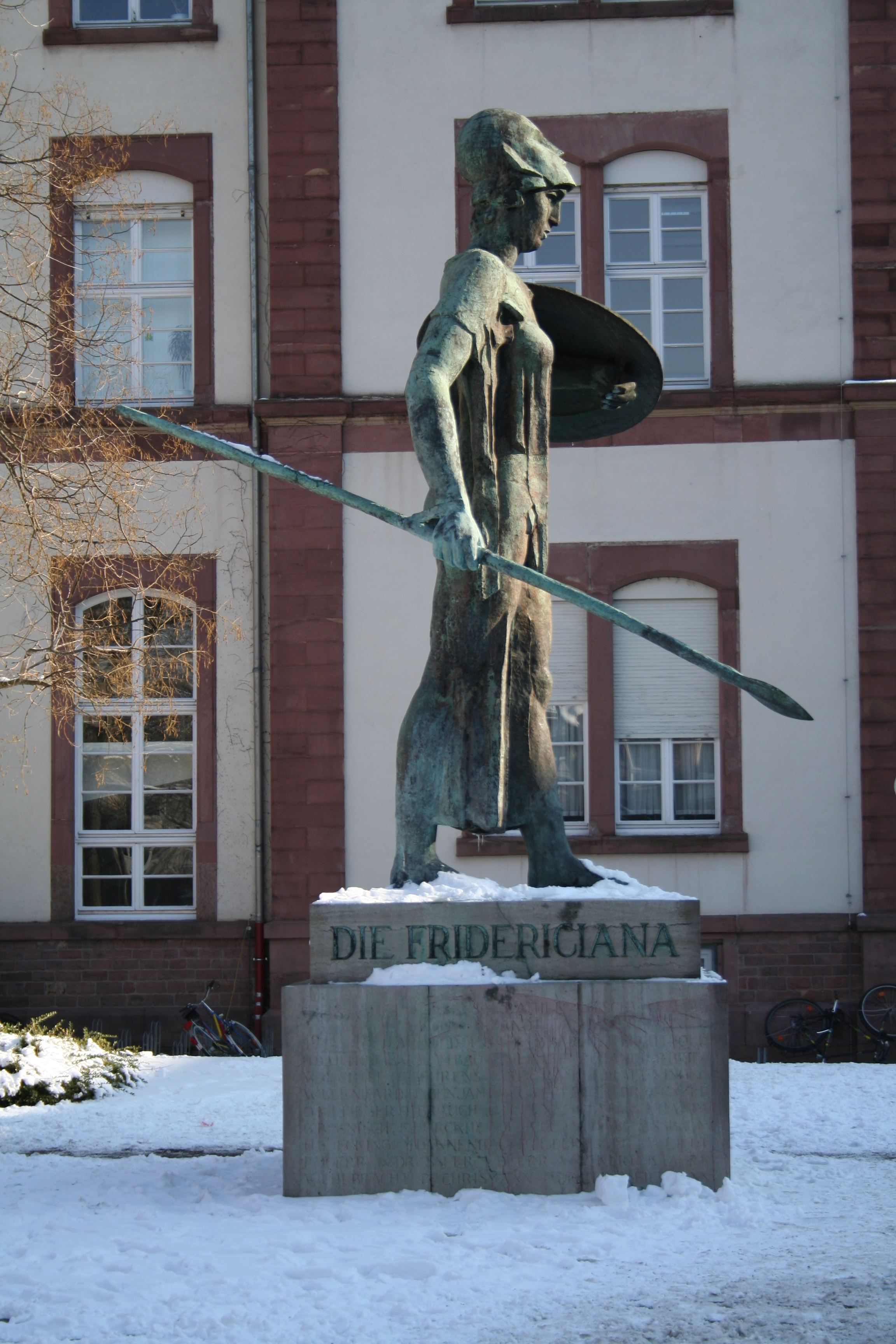
Die Fridericiana, Karlsruhe
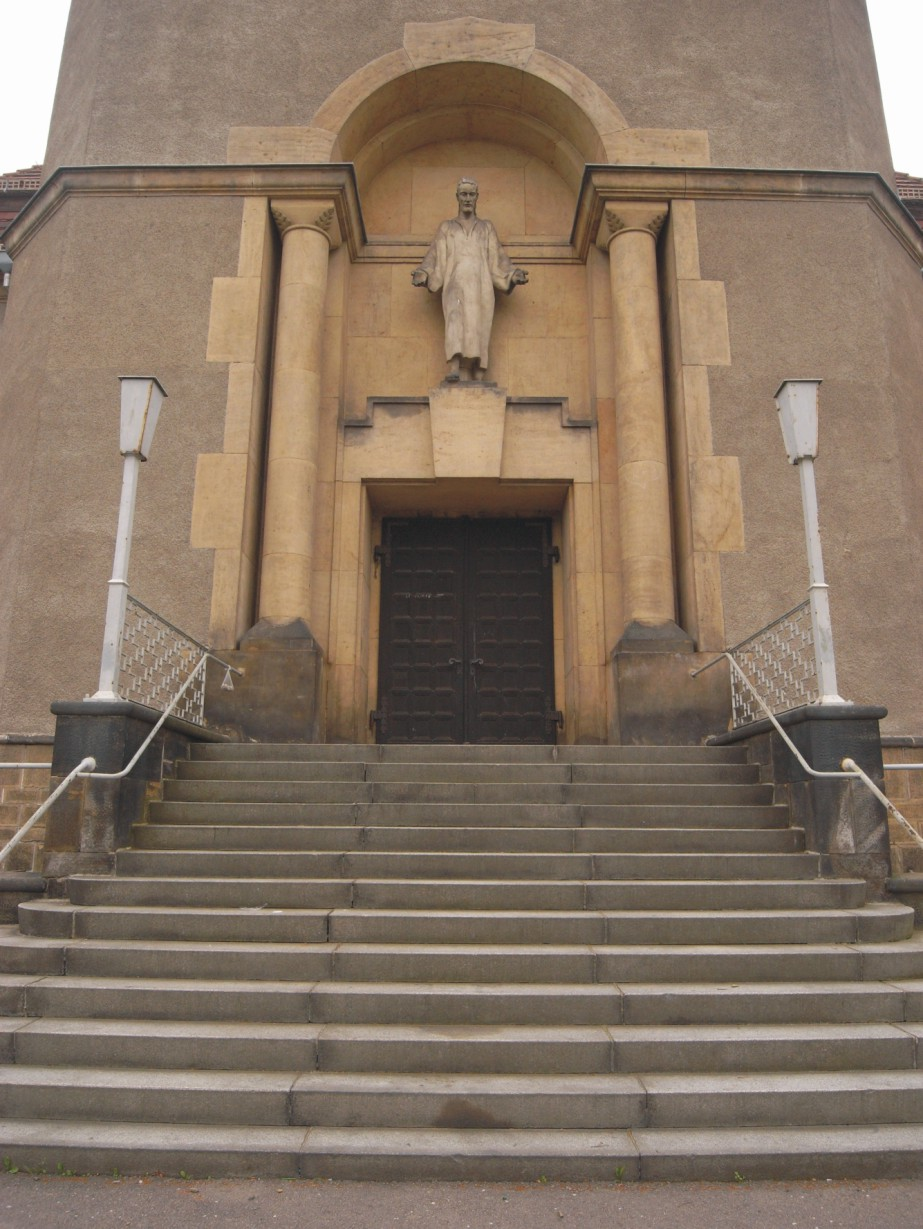
Christusfigur, Dresden
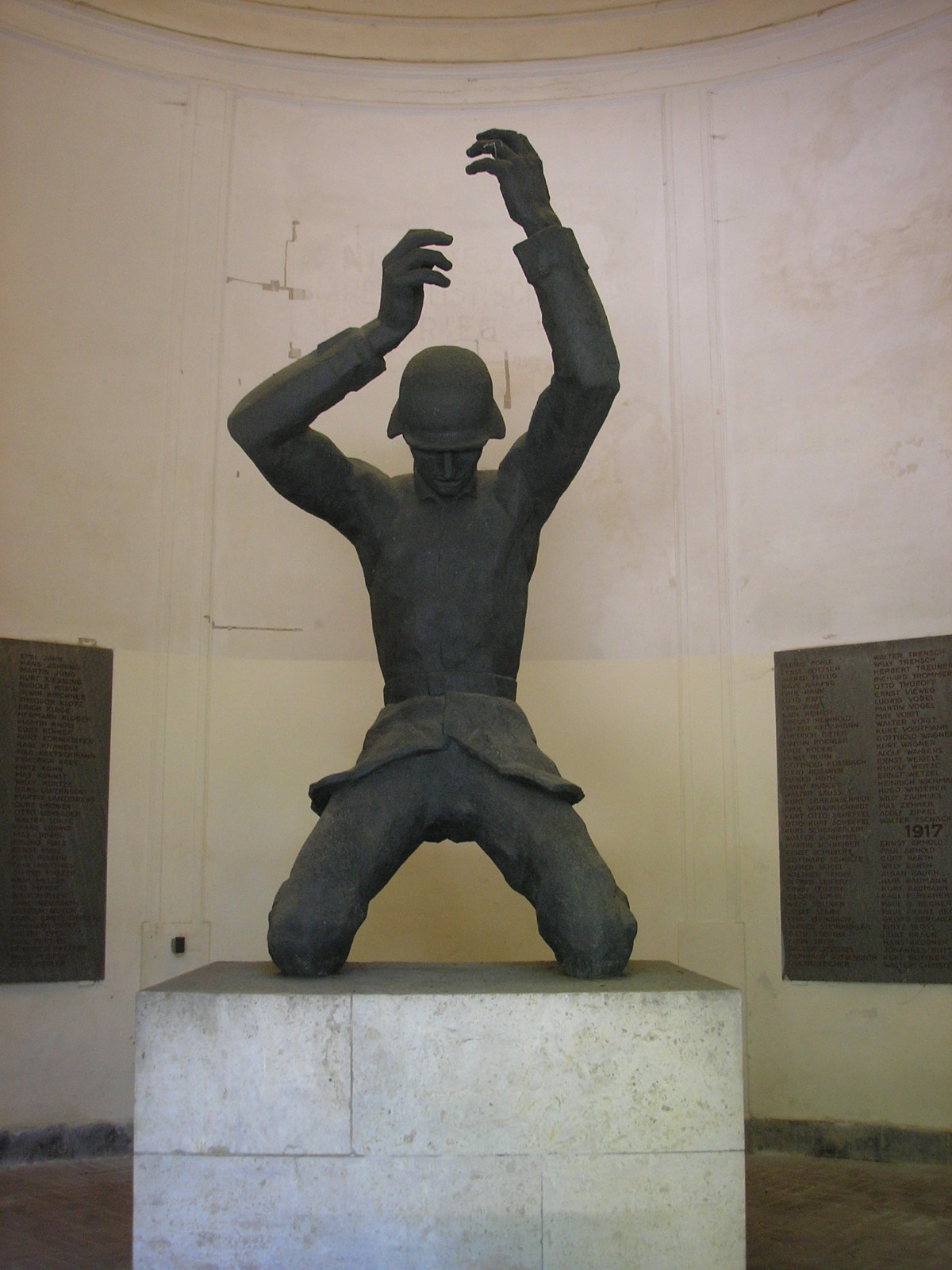
Gefallener Soldat, Greiz
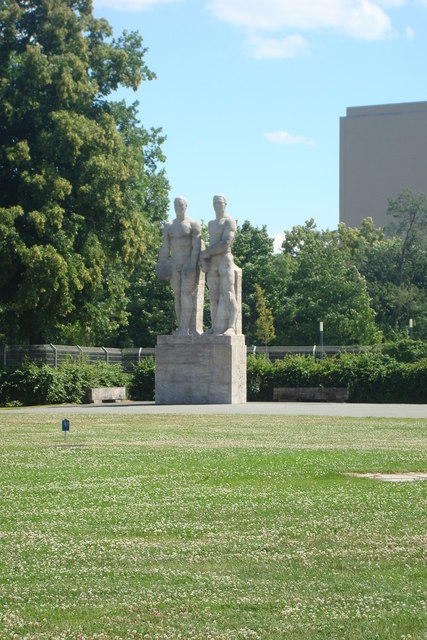
Diskuswerfer, Berlijn
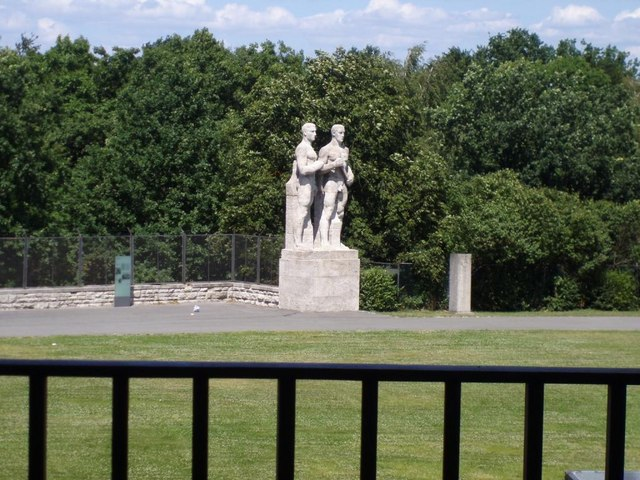
Staffettenläufer, Berlijn
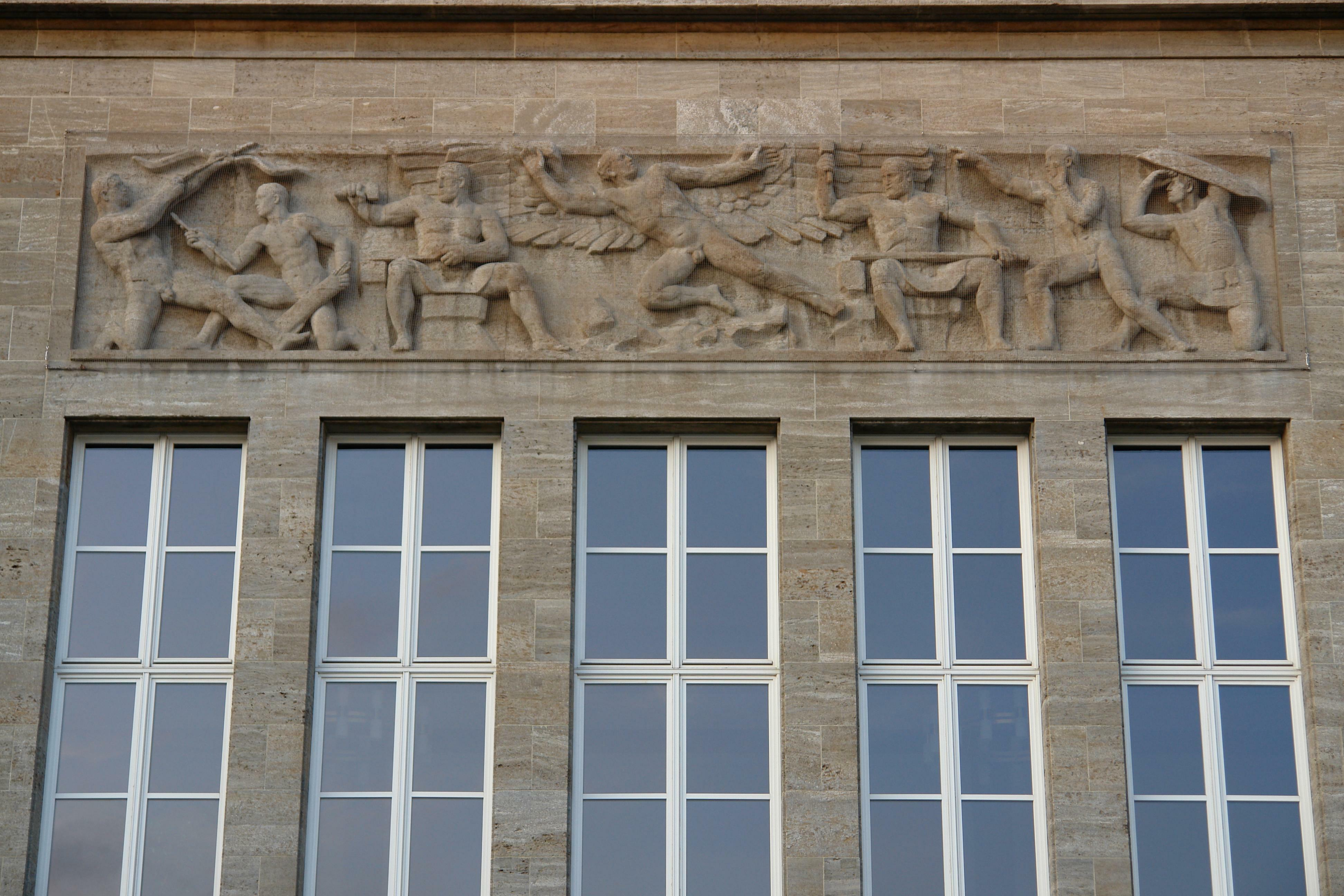
Fliegender Genius, Dresden
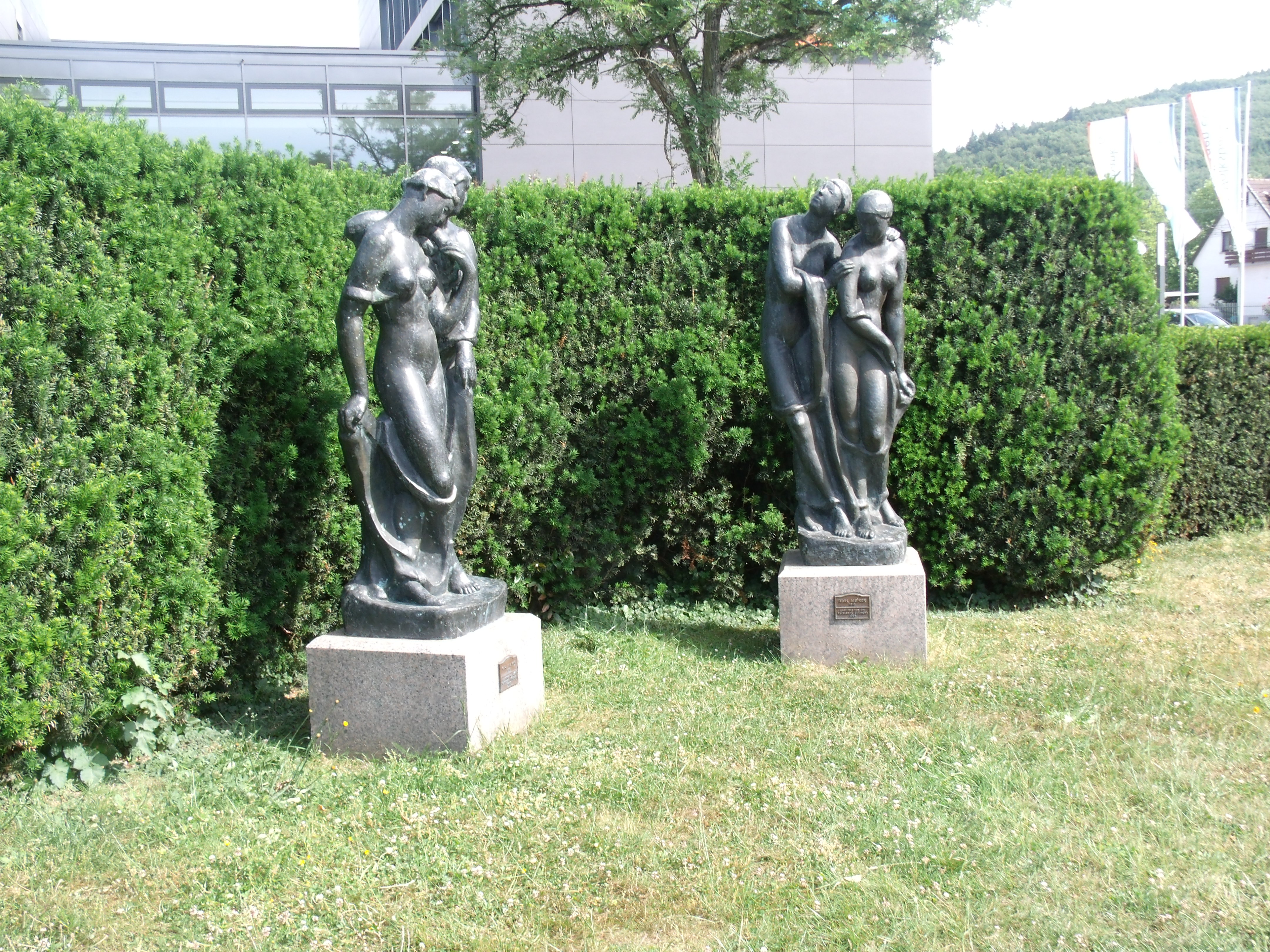
Sculpturen in Ettlingen